# Pumas UNAH
Pumas UNAH, meestal bekend als Universidad was een Hondurese voetbalclub.

## Geschiedenis
De club werd opgericht in 1965 opgericht in Tegucigalpa en nam in 1972 de franchise van Atlético Español over in de hoogste Hondurese voetbalklasse. In 1980 bereikte de club de laatste ronde in de Champions League en eindigde daar tweede achter Pumas UNAM. In 1982 fuseerde de club met Broncos del Sur uit de stad Coluteca. In 1983 werd de club vicekampioen, de beste prestatie ooit voor de club. Tussen 1988 en 1995 speelde de club niet in de hoogste klasse. Na de terugkeer in 1996 bleef de club er tot 2007. In augustus 2010 werd de club wegens financiële problemen ontbonden. De laatste jaren speelde de club in Choluteca.

## Erelijst
CONCACAF Champions League
1980 (tweede plaats)